# 系統綜述
系統綜述（英語：systematic review）是文獻探討一種，為研究有關一特定主題所有高質素的報告，並將之識別、評論並分析比较。
有關隨機對照試驗（RCT）的系統綜述為循證醫藥中最重要的一環。對系統綜述的認識及實際使用已成医疗卫生專業中不可或缺的部分。除了醫療措施外，它亦適用於臨床測試，公共衛生措施，社會措施，不良反應和經濟評估。系統綜述不局限於醫學，於科學其他領域亦常見，對判定研究方法的質素有幫助。其他應用到系統綜述的領域包括心理學、護理學、牙醫學、公共健康、職能治療、言語治療、物理治療、教育研究、社會學、商業管理、環境管理和保育生物學。
由于商业研究与自然科学相比具有不同的特点，所以上述方法步骤不容易应用于商业研究。 Tranfield et al. (2003)早期试图将程序从医学转向商业研究。Durach et al. (2017)开发了一个循序渐进的方法：根据他们在自己的学科中所取得的经验，这些作者已经调整了方法学步骤，并制定了一个在商业研究中进行系统的文献综述的标准程序。